# Kassaly Daouda
Kassaly Daouda (Niamey, 19 agosto 1983) è un calciatore nigerino, portiere del Katsina Utd.

## Carriera

### Club
Nel 2011 ha giocato 6 partite della CAF Champions League con il Cotonsport Garoua, subendo complessivamente 7 reti. In carriera complessivamente ha giocato 21 partite in questa manifestazione, subendovi complessivamente 11 reti. Dal 2012 gioca con il Chippa United, squadra della massima serie sudafricana; qui parte da titolare nelle prime 23 partite di campionato, salvo poi perdere il posto da titolare nella parte finale della stagione. A fine anno lascia la squadra, per tornare a giocare in patria. Nel 2019 va a giocare al Katsina United, club della prima divisione nigeriana.

### Nazionale
Fa parte della nazionale del suo Paese dal 1998; ha preso parte alla Coppa d'Africa 2012, nella quale è partito da titolare in tutte e tre le partite disputate dalla sua squadra. Viene convocato in Nazionale anche per la Coppa d'Africa 2013.

## Palmarès

### Club

#### Competizioni nazionali
- Niger Premier League: 3

Sahel SC: 2004, 2007, 2009
- Coppa del Niger: 2

Sahel SC: 2004-2006
- Campionato camerunese: 4

Cotonsport Garoua: 2007, 2008, 2010 2011
- Coppa del Camerun: 3

Cotonsport Garoua: 2007, 2008, 2011
- Campionato gabonese: 1

Mangasport: 2015